# متور حسن شقا الدين مشاع خير أباد (اسماعيلي كرمان)
متور حسن شقا الدین مشاع خیر أباد (بالإنجليزية: Mowtowr-e Hasan Shagha ol Dini Masha-ye Kheyrabad)‏ هي منطقة سكنية تقع في إيران في منطقة إسماعيلي. يقدر عدد سكانها بـ 22 نسمة .